# Cosmia rhombica
Cosmia rhombica là một loài bướm đêm trong họ Noctuidae.